# Horst Nizze
Horst Nizze (* 14. April 1942 in Schwerin) ist ein deutscher Pathologe. Er war Lehrstuhlinhaber für Pathologie an der Universität Rostock.

## Leben
Nach dem Abitur in Schwerin war Nizze 1960/61 Sektionsgehilfe am Pathologischen Institut Schwerin. Anschließend studierte er an der Universität Rostock Medizin. 1967 wurde er approbiert und zum Dr. med. promoviert. Nach fünf Jahren in der Schweriner Pathologie wechselte er 1973 in das Rostocker Institut. Dort habilitierte er sich 1976. Er wurde Hochschuldozent (1979) und a.o. Professor (1989). Nach der Wende und friedlichen Revolution in der DDR war er acht Jahre Studiendekan. Seit 1992 C 4-Professor, war er ab 1993 Institutsdirektor. 2010 wurde er emeritiert.

## Mitgliedschaften
- Deutsche Gesellschaft für Pathologie, 2000/01 Vorsitzender
- Gesellschaft Deutscher Naturforscher und Ärzte
- Internationale Akademie für Pathologie, Deutsche Abteilung
- Gesellschaft für Nephrologie
- Goethe-Gesellschaft
- Gottfried-Benn-Gesellschaft